# Helen MacInnesová
Helen Clark MacInnesová (7. října 1907, Glasgow – 30. září 1985, New York) byla skotsko-americká autorka špionážních novel.
V roce 1928 po ukončení studií francouzštiny a němčiny na skotské University of Glasgow pokračovala ve studiu na University College London, které ukončila v roce 1931. Poté pracovala jako knihovnice. V roce 1932 se provdala za klasického filologa Gilberta Higheta a v roce 1937 se přestěhovala za svým manželem do New Yorku. V roce 1966 jí byla udělena literární cena Columbia Prize for Literature.

## Dílo
- Above Suspicion (1939) zfilmováno v USA v roce 1943[1] režisérem Richardem Thorpem pod stejným jménem s Joan Crawfordovou, Fredem MacMurrayem v hlavních rolích
- Triple Threat (1940)
- Assignment in Brittany (1942) zfilmováno v USA v roce 1943[2] režisérem Jackem Conwayem pod stejným jménem s Jean-Pierrem Aumontem, Susan Petersovou, Margaret Wycherlyovou, Signe Hassovou a Richardem Whorftem v hlavních rolích, knižně česky vyšlo v překladu Běly Dintrové pod názvem Poslání v Bretani v nakladatelství Naše vojsko 1971
- The Unconquerable (1944), vyšlo také pod názvem While Still We Live
- Horizon (1945)
- Friends and Lovers (1947)
- Rest and be Thankful (1949)
- Neither Five Nor Three (1951)
- I and My True Love (1953)
- Pray for a Brave Heart (1955)
- North from Rome (1958)
- Decision at Delphi (1960)
- The Venetian Affair (1963), zfilmováno v USA v roce 1967[3] režisérem Jerrym Thorpem pod stejným jménem s Robertem Vaughnem, Elke Sommerovou, Felicií Farrovou v hlavních rolích
- Double Image (1966)
- The Salzburg Connection (1968), zfilmováno v USA v roce 1972[4] režisérem Lee H. Katzinem pod stejným jménem s Barrym Newmanem, Annou Karina v hlavních rolích
- Message from Malaga (1971)
- Snare of the Hunter (1974)
- Agent in Place (1976)
- Home is the Hunter (1976)
- Prelude to Terror (1978)
- The Hidden Target (1980)
- Cloak of Darkness (1982)
- Ride a Pale Horse (1984)